# 朱統鑍
樂安王朱統鑍（1568年1月16日—1644年），號懿初，明朝寧藩第六代樂安王，樂安康懿王朱謀𩔇的嫡長子。

## 生平
隆慶元年十二月十八日（1568年1月16日）生。崇禎四年（1631年）七月，樂安康懿王朱謀𩔇去世。朱統鑍後襲封樂安王。
崇禎十七年（1644年）四月，朱統鑍在浙江台州府殉節，享年七十八歲。

## 家庭

### 妻
- 王氏（1568年－），冊為樂安王妃[1]。

### 子
- 嫡長子：樂安王朱議淜
- 庶次子：樂安王朱議浚